# Trigonopterus baliensis

Trigonopterus baliensis (лат.) — вид жуков-долгоносиков рода Trigonopterus из подсемейства Cryptorhynchinae (Curculionidae). Встречаются на острове Бали (Индонезия, Mt. Andeng, Mt. Batukaru, Bedugul, Mt. Mesehe: 600–1690 м).

## Описание
Мелкие нелетающие жуки-долгоносики, длина от 1,46 до 1,90 мм; в основном буровато-чёрного цвета с бронзовым отливом (усики и лапки коричневые). От близких видов отличается отчётливой перетяжкой между переднегрудкой и надкрыльями. Пронотум в базальной половине с парой латеральных вмятин. Крылья отсутствуют. Рострум укороченный, в состоянии покоя не достигает середины средних тазиков. Надкрылья с 9 бороздками. Коготки лапок мелкие. В более ранних работах упоминался как «Trigonopterus sp. 328».
Вид был впервые описан в 2014 году немецким колеоптерологом Александром Риделем (Alexander Riedel; Museum of Natural History Karlsruhe, Карлсруэ, Германия), совместно с энтомологами Рене Тэнзлером (Rene Tänzler; Zoological State Collection, Мюнхен), Майклом Бальке (Michael Balke; GeoBioCenter, Ludwig-Maximilians-University, Мюнхен, Германия), Кахийо Рахмади (Cahyo Rahmadi; Indonesian Institute of Sciences, Research Center for Biology, Cibinong, Западная Ява, Индонезия), Яйюк Сухарджоно (Yayuk R. Suhardjono; Zoological Museum, Cibinong Science Center - LIPI, Jl. Raya Jakarta-Bogor, Индонезия), осуществившими ревизию фауны жуков рода Trigonopterus на острове Ява и соседних островах.